# Еркешево
Ерке́шево (рос. Эркешево) — присілок в Балезінському районі Удмуртії, Росія.

## Населення
Населення — 269 осіб (2010; 308 в 2002).
Національний склад станом на 2002 рік:
- удмурти — 93 %